# Geschützbank

Geschützturm mit Geschützbank (englisch barbette) auf einem Schlachtschiff der Iowa-Klasse

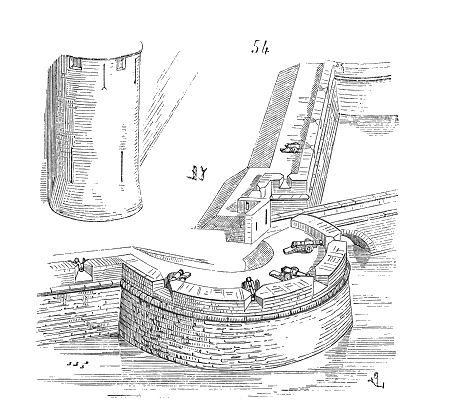
Geschützbank (Barbette) einer Batterie zu Lande

Eine Geschützbank, auch Barbette, ist eine Form des Geschützunterbaus.

## Zu Lande
Eine Barbette ist ursprünglich eine Erdaufschüttung oder Plattform hinter der Brustwehr von Festungswerken, um mit dem Geschütz (en barbette) über die Krone der Brustwehr hinweg zu feuern (über Bank feuern), ohne Schießscharten in die Brustwehr einschneiden zu müssen. Die Barbette war ein leichteres Ziel für den Gegner als die üblichen Schießscharten. Dafür konnte man das Gefechtsfeld weiter nach rechts und links ausdehnen.

## Zu Wasser

Geschützturm mit Barbette (8) auf einem Kriegsschiff (Britisches 15-inch-Modell Mark I)

Die Idee wurde bei den Kriegsschiffen übernommen. Als Barbette bezeichnete man bei Kriegsschiffen eine mit dem Rumpf verbundene ringförmige Panzerung für die schweren Turmgeschütze, die auf einer Drehscheibenlafette gelagert sind. Dazu baut man eine Vertiefung in den Schiffsrumpf, die den Geschützturm aufnimmt. Ursprünglich schützte dabei die Barbette nur die Lafette und den Unterbau, die Geschütze selbst feuerten über die Wand der Barbette (über die Bank feuern) und waren nur durch die umlaufende Panzerung der Barbette geschützt, die Konstruktion war nach oben offen. Mit dem Aufkommen von Panzertürmen bildete die Barbette nur den gepanzerten Unterbau der Türme.
Über spezielle Führungen (etwa Zahnräder) lässt sich der Turm darin frei bewegen. Barbetten müssen in der Regel sehr tief sein, da Geschütztürme noch über einen beachtlichen Unterbau (der sich dann unter Deck befindet) verfügen – im Schiffsrumpf verschwinden dann Munitionsführungen, Motoren usw.
Auf heutigen Schiffen ist die Geschützbank integrierter Teil des Geschützturms (siehe Bild oben und Grafik rechts), während sich die Geschützbänke zu Beginn der Neuzeit meist unter Deck befanden.

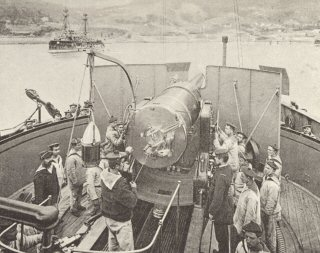
Barbette der Redoutable (1876)
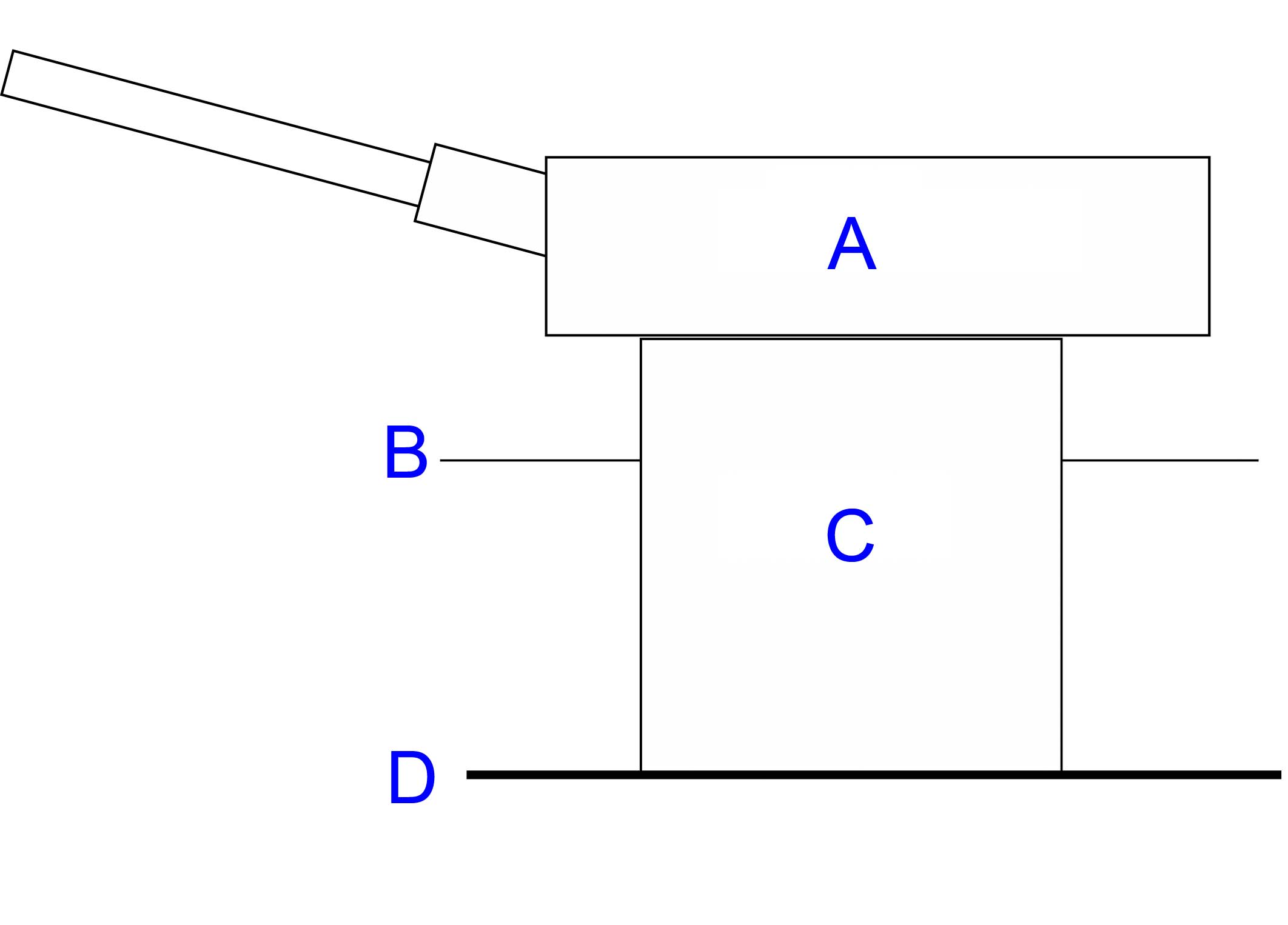
C-Geschützbank (Barbette)
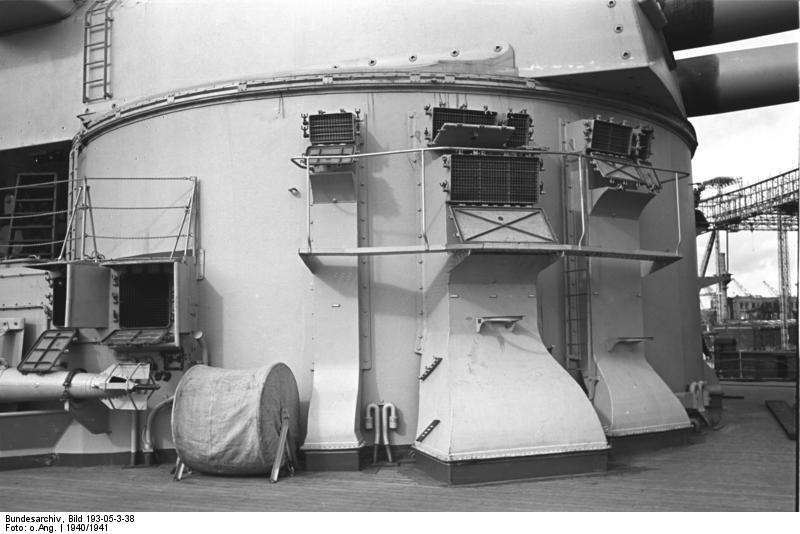
Geschützbank des Turms Bruno der Bismarck

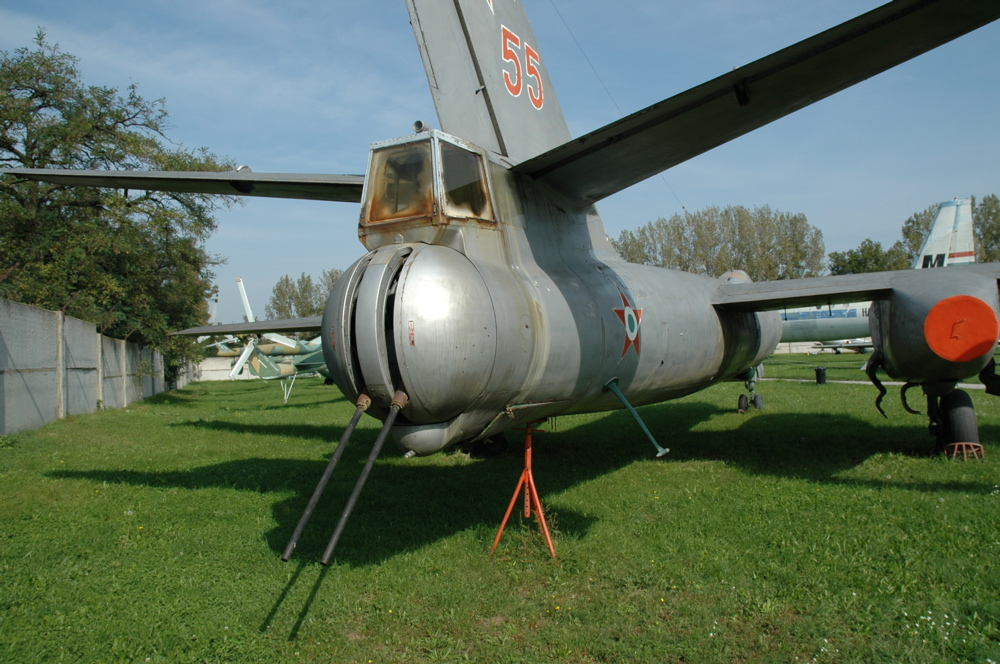
NR-23-Kanonen in der Heckbarbette des Il-28-Bombers

## In der Luft
Bei Kampfflugzeugen wird darunter einfach der Geschützunterbau verstanden.

## Trivia
Auch in die Redewendung über die Bank schießen, d. h. direkt über die Wallkrone ohne Scharten schießen hat der Begriff Eingang gefunden.